# Slavko Hirsch
El Dr. Slavko Hirsch (29 de marzo de 1893 - 1942) fue un médico croata, fundador y director del Instituto de Epidemiología de Osijek.
Hirsch nació el 29 de marzo de 1893 en Glina, Croacia, en el seno de una familia judía, de Bertold y Josefina Hirsch. Después de la educación secundaria, Hirsch estudió medicina en la Universidad Médica de Viena, en la Universidad Médica de Innsbruck y en la Universidad de Praga. Durante la Primera Guerra Mundial, como estudiante, fue reclutado y movilizado en el ejército austrohúngaro. Estaba destinado en el pueblo de Bršadin, cerca de Vukovar, en el condado de Vukovar-Syrmia. Durante la guerra, Hirsch obtuvo una amplia experiencia en el campo de la venerología y otras enfermedades transmisibles. En 1919 terminó la especialización en el Hospital Rudolf Virchow en Berlín, donde estudió epidemiología de la meningitis bacteriana. En 1923, Hirsch fue nombrado jefe del recién fundado centro de salud comunitario Osijek y jefe del departamento de enfermedades infecciosas en el Hospital de Osijek. Hirsch también fue nombrado en 1924 director del Instituto Epidemiológico Osijek que él mismo había fundado. Su gran mérito fue combatir enfermedades infecciosas, no solo en el área de Osijek sino también en la región de Eslavonia. Durante la Segunda Guerra Mundial, el médico Miroslav Schlesinger organizó la salida de los médicos judíos croatas a Bosnia para combatir la sífilis endémica en 1941. 80 médicos judíos fueron enviados a Bosnia por las autoridades del Estado Independiente de Croacia, y entre ellos había un judío de apellido Hirsch. La mayoría de esos médicos huirían más tarde para unirse a los partisanos. Hirsch estaba casado con Josefine ( nombrada de nacimiento Roubitschek), con quien tuvo una hija Ruth.  Hirsch fue deportado de Derventa al campo de concentración de Jasenovac en 1942, donde fue asesinado junto con su esposa, su hija, su nieta y su hermana.